# Governo Haloŭčenka
Il governo Haloŭčenka è stato il decimo esecutivo della Bielorussia, in carica per 4 anni 10 mesi e 15 giorrni dal 4 giugno 2020 al 19 marzo 2025, venne istituito in seguito alle dimissioni di Siarhiej Rumas dopo le elezioni parlamentari del 2019. Dopo la designazione del primo ministro Haloŭčenka a presidente della banca nazionale bielorussa, questi il 10 marzo 2025 rassegna le dimissioni con decandenza immediata dalla carica di primo ministro al fine di adempire al nuovo compito assegnatogli.

## Situazione parlamentare
La seguente legenda indica le posizioni dei partiti al momento del giuramento del governo: 
| Camera                    | Collocazione                | Partiti            | Seggi     |
| Camera dei Rappresentanti |                             |                    |           |
| ------------------------- | --------------------------- | ------------------ | --------- |
| Camera dei Rappresentanti | Maggioranza                 | IND (89), KPB (11) | 100 / 110 |
| Camera dei Rappresentanti | Appoggio esterno/Astensione | RPTS (6), LDPB (1) | 7 / 110   |
| Camera dei Rappresentanti | Opposizione                 | BPP (2), BAP (1)   | 3 / 110   |

La seguente legenda indica le posizioni dei partiti al momento del giuramento della ottava legislatura a seguito alle elezioni del 2024: 
| Camera                    | Collocazione                | Partiti            | Seggi    |
| Camera dei Rappresentanti |                             |                    |          |
| ------------------------- | --------------------------- | ------------------ | -------- |
| Camera dei Rappresentanti | Maggioranza                 | BR (51), KPB (8)   | 59 / 110 |
| Camera dei Rappresentanti | Appoggio esterno/Astensione | IND (38), RPTS (8) | 46 / 110 |
| Camera dei Rappresentanti | Opposizione                 | LDPB (5)           | 5 / 110  |

## Composizione
Indipendenti (IND)
     Partito Comunista della Bielorussia (KPB)
| Carica                                                        | Titolare | Titolare | Titolare                                                   | Partito politico | Partito politico |
| ------------------------------------------------------------- | -------- | -------- | ---------------------------------------------------------- | ---------------- | ---------------- |
| Primo ministro                                                |          |          | Raman Haloŭčenka                                           | Indipendente     |                  |
| Vice-primo ministro della Bielorussia                         |          |          | Anatol' Sivak                                              | Indipendente     |                  |
| Ministro della regolamentazione antitrust e del commercio     |          |          | Vladimir Koltovich (Fino al 21 Dicembre 2021)              | KPB              |                  |
| Ministro della regolamentazione antitrust e del commercio     |          |          | Aljaksej Bagdanaŭ (Dal 21 Dicembre 2011)                   | Indipendente     |                  |
| Ministro dell'architettura e dell'edilizia                    |          |          | Ruslan Parchamovіč                                         | Indipendente     |                  |
| Ministro degli interni                                        |          |          | Ivan Kubrakoŭ                                              | Indipendente     |                  |
| Ministro dell'edilizia abitativa e dei servizi comunali       |          |          | Genadz' Trubila                                            | KPB              |                  |
| Ministero della Salute                                        |          |          | Dzmitryj Pіnevіč (Fino al 25 Gennaio 2024)                 | Indipendente     |                  |
| Ministero della Salute                                        |          |          | Alexander Valerievich (Dal 25 Gennaio 2024)                | Indipendente     |                  |
| Ministero degli esteri                                        |          |          | Sjarhej Alejnik (Fino al 27 giugno 2024)                   | Indipendente     |                  |
| Ministero degli esteri                                        |          |          | Maxim Vladimirovich (Dal 27 giugno 2024)                   | Indipendente     |                  |
| Ministero dell'informazione                                   |          |          | Uladzimir Percov (Fino al 13 giugno 2024)                  | Indipendente     |                  |
| Ministero dell'informazione                                   |          |          | Sergeevich Markov (Dal 13 giugno 2024)                     | Indipendente     |                  |
| Ministero della cultura                                       |          |          | Anatol' Markevič                                           | Indipendente     |                  |
| Ministero delle politiche forestali                           |          |          | Vitaly Drozhzha (Fino al 2 Agosto 2022)                    | Indipendente     |                  |
| Ministero delle politiche forestali                           |          |          | Aljaksandr Kulik (Dal 2 Agosto 2022)                       | Indipendente     |                  |
| Ministro della difesa                                         |          |          | Viktar Chrenin                                             | Indipendente     |                  |
| Ministro dell'istruzione                                      |          |          | Igor Karpenko (Fino al 10 febbraio 2022)                   | KPB              |                  |
| Ministro dell'istruzione                                      |          |          | Andrėj Ivanec (Dal 10 febbraio 2022)                       | Indipendente     |                  |
| Ministero delle tasse e dazi doganali                         |          |          | Sjarhej Nalivajka                                          | KPB              |                  |
| Ministro per le situazioni di emergenza                       |          |          | Vadzim Sinjaŭski                                           | Indipendente     |                  |
| Ministro dell'Industria                                       |          |          | Pyotr Parkhomchik (Fino al 3 ottobre 2022)                 | Indipendente     |                  |
| Ministro dell'Industria                                       |          |          | Aljaksandr Rahožnik (Dal 3 ottobre 2022 al 28 giugno 2024) | Indipendente     |                  |
| Ministro dell'Industria                                       |          |          | Alexander Yafimov (Dal 28 giugno 2024)                     | Indipendente     |                  |
| Ministro delle risorse naturali e della protezione ambientale |          |          | Andrėj Chudyk                                              | Indipendente     |                  |
| Ministro delle risorse naturali e della protezione ambientale |          |          | Sergei Mikhailovich                                        | Indipendente     |                  |
| Ministro delle Comunicazioni e dell'Informatizzazione         |          |          | Kanstancin Šul'han                                         | Indipendente     |                  |
| Ministro dei trasporti e delle comunicazioni                  |          |          | Aleksej Avramenko (Fino al 28 luglio 2023)                 | Indipendente     |                  |
| Ministro dei trasporti e delle comunicazioni                  |          |          | Aleksei Liakhnovich (Dal 28 luglio 2023)                   | Indipendente     |                  |
| Ministero del lavoro e della Protezione sociale               |          |          | Iryna Kascevič                                             | Indipendente     |                  |
| Ministero del lavoro e della Protezione sociale               |          |          | Natalia Viktorovna                                         | Indipendente     |                  |
| Ministro dello Sport e del Turismo                            |          |          | Sjarhej Kaval'čuk                                          | Indipendente     |                  |
| Ministro dell'agricoltura e dell'alimentazione                |          |          | Brylo Vyacheslavovich (Fino al 10 febbraio 2022)           | Indipendente     |                  |
| Ministro dell'agricoltura e dell'alimentazione                |          |          | Sergei Bartosh (Dal 10 febbraio 2022 al 28 giugno 2024)    | Indipendente     |                  |
| Ministro dell'agricoltura e dell'alimentazione                |          |          | Anatolij Konstantinovich (Dal 28 giugno 2024)              | Indipendente     |                  |
| Ministero delle finanze                                       |          |          | Juryj Selіverstaŭ                                          | Indipendente     |                  |
| Ministero dell'economia                                       |          |          | Aljaksandr Čarvjakov (Fino al 4 gennaio 2024)              | Indipendente     |                  |
| Ministero dell'economia                                       |          |          | Yuri Chebotar (Dal 4 gennaio 2024)                         | Indipendente     |                  |
| Ministero dell'energia                                        |          |          | Viktar Karankevič                                          | Indipendente     |                  |
| Ministero della Giustizia                                     |          |          | Sjarhej Chamenka(Fino al 22 Aprile 2024)                   | Indipendente     |                  |
| Ministero della Giustizia                                     |          |          | Evgenij Kovalenko (Dal 22 Aprile 2024)                     | KPB              |                  |